# DJ Hurricane
DJ Hurricane (nacido con el nombre de Wendell Fite) es un DJ, productor y rapero. Especialmente conocido por su trabajo como DJ de los Beastie Boys. Fue también miembro de los grupos Solo Sounds and The Afros, y ha grabado tres álbumes en solitario, en algunos, con colaboraciones de la talla de Beastie Boys y Talib Kweli. 

## Discografía
- 1995 The Hurra
- 1997 Severe Damage
- 2002 Don't Sleep

- Datos: Q3700428